# OL (Cartoonist)

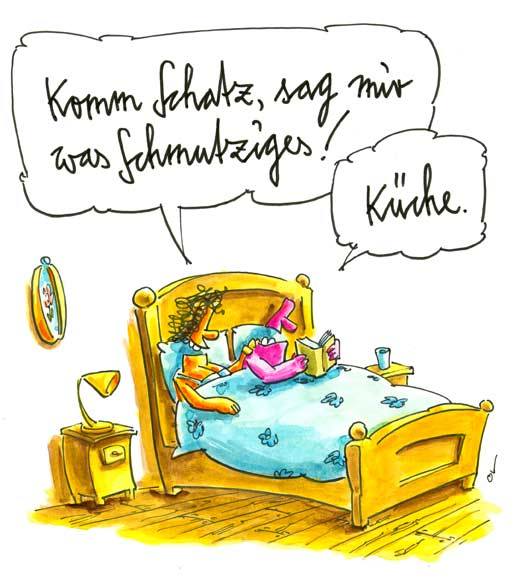
Cartoon von OL

OL, bürgerlich Olaf Schwarzbach (* 1965 in Ost-Berlin), ist ein deutscher Comiczeichner. Das Pseudonym OL hat er sich 1982 zugelegt, da er nach eigenen Angaben zu faul war, seinen Vornamen auszuschreiben.

## Leben
Nach einer Lehre als Offsetdrucker arbeitete Olaf Schwarzbach als Kupferdrucker beim Staatlichen Kunsthandel der DDR. Mit sechzehn hatte er zum ersten Mal Kontakt zur Staatssicherheit, die ihn wegen seines Nachnamens „Forelle“ nannte. Als die Stasi während der Durchsuchung einer Wohnungsausstellung Kopien seiner systemkritischen Comics beschlagnahmte, verbrannte er die Originalzeichnungen und floh nach München. Seit 1991 lebt er wieder in Berlin und arbeitet als freiberuflicher Cartoonist. Diese und andere Ereignisse schildert er in seiner 2015 erschienenen Autobiografie Forelle Grau.

## Werk
Die Arbeiten aus der DDR-Zeit hat OL 1989 nahezu vollständig zerstört. Seit 1990 zeichnet er Cartoons für verschiedene Zeitungen und Zeitschriften, unter anderem für die Berliner Zeitung, Die Zeit, die Berliner Stadtmagazine Zitty und Tip, die Satiremagazine Titanic und Kowalski, die Wochenzeitung Jungle World sowie Plakate und Buchillustrationen.
Bekannt wurde unter anderem der Cosmoprolet, ein Antiheld, den OL seit 2007 für das Berliner Stadtmagazin Tip zeichnet.
Sein Strip Die Mütter vom Kollwitzplatz erscheint seit 2005 wöchentlich im Magazin der Berliner Zeitung und wurde, zusammen mit Die Väter vom Helmholtzplatz, 2013 vom Lappan Verlag als Buch herausgegeben. Die Cartoons sind Satiren auf den Alltag der Gentrifizierung im ehemaligen Szeneviertel Prenzlauer Berg und werden als Musterbeispiel des modisch gewordenen Bionade-Biedermeier genannt.

Beispiele
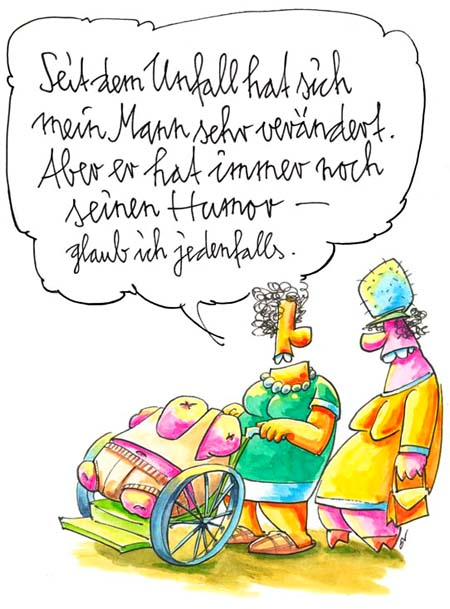
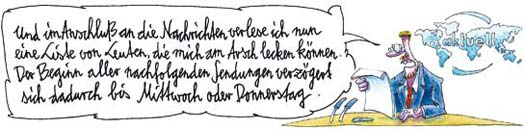
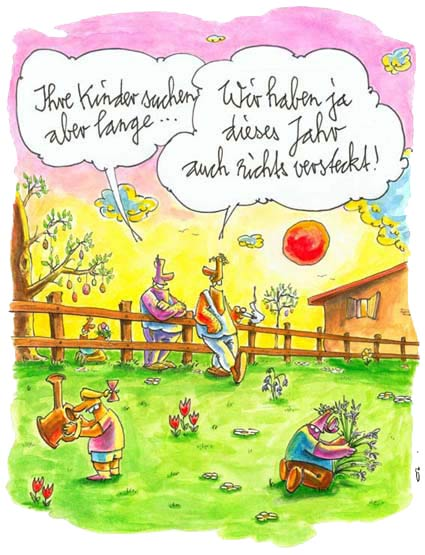
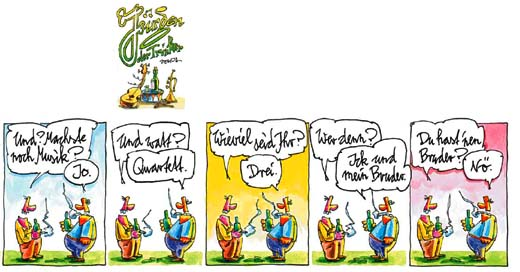

## Rechtsstreit um Karikatur mit Helmut Markwort
Wegen einer Karikatur von OL mit der Überschrift Das wahre Gesicht des Helmut Markwort, die 1995 in der Zeitschrift Zitty veröffentlicht und in der der zu dieser Zeit vom damaligen Focus-Chefredakteur in Werbespots oft genannte Slogan „Fakten, Fakten, Fakten – und immer an den Leser denken“ parodiert wurde, klagte Helmut Markwort gegen Zitty auf 50.000 DM (inflationsbereinigt ca. 43.000 €) Schmerzensgeld. Vom Landgericht Berlin wurde der Verlag der Zitty daraufhin zu einer Zahlung von 15.000 DM (ca. 13.000 €) wegen der Verletzung der Persönlichkeitsrechte Markworts verurteilt. Als die Zeitschrift Titanic die Zeichnung 1996 aus Protest gegen diese Verurteilung zusammen mit erläuternden Sätzen und auch im Zusammenhang mit Markworts Vergangenheit als Darsteller in Sex-Filmen erneut veröffentlichte, forderte Markwort 60.000 DM (ca. 51.000 €) Schmerzensgeld, was ein gesteigertes öffentliches Interesse mit sich brachte, da nun unter anderem Spiegel, Zeit und Süddeutsche Zeitung die Zeichnung nachdruckten und so für eine Öffentlichkeit sorgten, die von Markwort eigentlich unerwünscht war; zudem geriet der in der Zeichnung abgedruckte Spruch „Ficken, Ficken, Ficken, und nicht mehr an den Leser denken“ für einige Zeit zu einem geflügelten Wort. Helmut Markwort verlor den Prozess.

## Bücher
Autobiografie über die Jugend in der DDR (als Olaf Schwarzbach)
- Forelle Grau. Die Geschichte von OL. Berlin-Verlag, 2015, ISBN 978-3-8270-1179-4.
(Leseprobe auf der Webpräsenz des Berlin-Verlages, Leseprobe in der Berliner Zeitung)

Bücher mit Vorworten von Max Goldt
- Rosebud. Jochen Enterprises, 1993, ISBN 3-9803050-7-4.
- Angst essen Käse auf. Droemer Knaur, 1995, ISBN 3-426-73048-0.
- Von Debilen für Debilen. Jochen Enterprises, 1998, ISBN 3-930486-29-6.
- Schmetterlinge im Bauch. Reprodukt, 1999, ISBN 3-931377-27-X.
- Königsberger Klopse. Eulenspiegel-Verlag, 2001, ISBN 3-359-01438-3.
- Herr Ober! Vor meiner Suppe sitzt ein Mann! Eulenspiegel-Verlag, 2004, ISBN 3-359-01477-4.
- Das malerische Werk - Acryl und Aquarelle. Edition Galerie Vevais, 2005, ISBN 3-936165-34-3.
- Wo ich bleibe? Na hier! Lappan Verlag, 2007, ISBN 978-3-8303-3165-0.

Weitere Bücher
- In der Sackgasse. Jochen Enterprises 1996, ISBN 3-930486-12-1.
- Häuptling Eigener Herd. Nr. 13 (Illustrationen), 2002.
- Gegen Aspirin hilft Trinken. Lappan Verlag, 2009, ISBN 978-3-8303-3234-3.
- Cosmoprolet: Der Mann aus Hier. Matrosenblau Verlag, 2011, ISBN 978-3-941155-21-3.
- Die Mütter vom Kollwitzplatz. Lappan Verlag, 2013, ISBN 978-3-8303-3328-9.
- Cosmoprolet: Ein Mann räumt auf! Lappan Verlag, 2015, ISBN 978-3-8303-3387-6.
- Hab ick 'n Tinnitus uff'n Augen? Ick seh nur Pfeifen. Lappan Verlag, 2015, ISBN 978-3-8303-3435-4.
- Es war einmal ein Reh. (Kinderbuch), Lappan Verlag, 2017, ISBN 978-3-8303-1271-0.
- Gerd Schönfeld: Wochenende, mit acht Zeichnungen und Anmerkungen des Korrektors Sepp Fernstaub, handsigniertes Künstlerbuch, 30 Seiten, 43 × 24,4 cm, im Schuber, auf 60 Exemplare limitierte Auflage, Edition Rothahndruck, Berlin 2020

## Auszeichnungen
- 2003: Deutscher Karikaturenpreis, „Geflügelter Bleistift“ in Bronze
- 2012: Deutscher Karikaturenpreis, „Geflügelter Bleistift“ in Bronze
- 2018 Heinrich-Zille-Karikaturenpreis
- 2021: Deutscher Karikaturenpreis, „Geflügelter Bleistift“ in Gold
- 2024: Deutscher Cartoonpreis 2023, 1. Platz